# Union des industries militaires
 (septembre 2023).
La mise en forme du texte ne suit pas les recommandations de Wikipédia : il faut le « wikifier ».
Les points d'amélioration suivants sont les cas les plus fréquents. Le détail des points à revoir est peut-être précisé sur la page de discussion.
- Les titres sont pré-formatés par le logiciel. Ils ne sont ni en capitales, ni en gras.
- Le texte ne doit pas être écrit en capitales (les noms de famille non plus), ni en gras, ni en italique, ni en « petit »…
- Le gras n'est utilisé que pour surligner le titre de l'article dans l'introduction, une seule fois.
- L'italique est rarement utilisé : mots en langue étrangère, titres d'œuvres, noms de bateaux, etc.
- Les citations ne sont pas en italique mais en corps de texte normal. Elles sont entourées par des guillemets français : « et ».
- Les listes à puces sont à éviter, des paragraphes rédigés étant largement préférés. Les tableaux sont à réserver à la présentation de données structurées (résultats, etc.).
- Les appels de note de bas de page (petits chiffres en exposant, introduits par l'outil «  Source ») sont à placer entre la fin de phrase et le point final[comme ça].
- Les liens internes (vers d'autres articles de Wikipédia) sont à choisir avec parcimonie. Créez des liens vers des articles approfondissant le sujet. Les termes génériques sans rapport avec le sujet sont à éviter, ainsi que les répétitions de liens vers un même terme.
- Les liens externes sont à placer uniquement dans une section « Liens externes », à la fin de l'article. Ces liens sont à choisir avec parcimonie suivant les règles définies. Si un lien sert de source à l'article, son insertion dans le texte est à faire par les notes de bas de page.
- La présentation des références doit suivre les conventions bibliographiques. Il est recommandé d'utiliser les modèles {{Ouvrage}}, {{Chapitre}}, {{Article}}, {{Lien web}} et/ou {{Bibliographie}}. Le mode d'édition visuel peut mettre en forme automatiquement les références.
- Insérer une infobox (cadre d'informations à droite) n'est pas obligatoire pour parachever la mise en page.

Pour une aide détaillée, merci de consulter Aide:Wikification.
Si vous pensez que ces points ont été résolus, vous pouvez retirer ce bandeau et améliorer la mise en forme d'un autre article.
L'Union des industries militaires (en espagnol : Unión de Industrias Militares, UIM) est le complexe militaro-industriel appartenant à l'État de Cuba. Fondée le 22 décembre 1988, elle est responsable de la réparation de l'armement et de la technologie des unités terrestres, aériennes et navales des Forces armées révolutionnaires cubaines (FAR) ainsi que de la production d'armes légères pour l'infanterie, de munitions, de mines et d'autres équipements. L'UIM consacre également une partie de sa capacité de production et de services à répondre à d'autres besoins de l'économie cubaine.

## Histoire
Le groupe trouve ses origines dans les années 1960 avec la création des Empresas Militares Industriales (EMI, en français : Entreprises Militaires Industrielles) après la Révolution cubaine. Le groupe exploitait initialement des bases de réparation pour le compte de l'armée. Tout au long de la guerre froide, l'industrie militaire a produit du matériel sous licence et a supervisé la maintenance du matériel, dont une grande partie avait été transférée de l'Union soviétique.
Après la fin de la guerre froide, pendant la période spéciale de difficultés économiques des années 1990, l'UIM s'est vu confier la nouvelle responsabilité de « contribuer au développement économique du pays et à l'autofinancement des forces armées ». Ainsi, des ordres furent donnés pour convertir une partie de l'industrie aux besoins civils, en mettant l'accent sur les nick, les fruits et autres denrées alimentaires. En 1996, environ 30 % des responsabilités de l'UIM relevaient du secteur civil.

## Installations
L'UIM est composée de douze entreprises industrielles militaires, de sept centres de recherche et développement et de deux centres de services scientifiques et technologiques répartis sur tout le territoire national. Opérant à partir de seize installations industrielles, environ 230 usines et entreprises sont impliquées au total,.

## Des produits
- Mambi AMR
- Fusil de précision Alejandro
- Véhicule d'attaque rapide Fiero